# Sildekonge
Fisken sildekonge (Regalecus glesne) er en sjældent set fisk og menes at være verdens længste benfisk. Den blev første gang beskrevet af Peter Ascanius i 1770. Sildekongen er lang, op til 8 m og med en vægt på op til 272 kg. 
Det menes, at den kan være en af årsagerne til myten om søslanger. Sildekongen er uskadelig for mennesker.
Da sildekongens fiskekød er geléagtigt, anses den ikke som en god spisefisk.

## Fysisk beskrivelse
Sildekongen er lang båndagtig og sølvfarvet med lyserød til kardinalrød langstrakt rygfinne. Den har små øjne og en lille mund uden synlige tænder. Dens rygfinne støttes af ca. 400 finnestråler, hvoraf de 10-12 første ved hovedet er meget lange. Den har ingen analfinne og har kun en lille eller ingen caudal-finne.
Fisken er skælløs og har ingen svømmeblære.
Fiskens flanker har irregulære blålige til sortagtige stribestykker, sorte prikker. Disse markeringer forsvinder kort efter at den er død.
Under UVA-lys har sildekongen to fluorescerende prikker på hovedet. Een under hagen og een på panden. Det formodes at formålet er at lokke byttedyr til.

## Levesteder
De lever fra 20-1.000 meters dybde i verdenshavene mellem 72°N – 52°S, 180°V – 180°Ø. De findes derfor i alle tempererede vande, men ses sjældent.

## Levevis
Det lader til at sildekongen lever alene og svømmer lodret op og ned i vandet mellem 20-1.000 meter. Dens lodrette fremdrift fås ved at bølge rygfinnen og holde den lange krop ret, lidt ligesom en elektrisk ål.
Sildekongen lever af zooplankton; krill, saltsøkrebs, små rejer, blæksprutter, fisk, og gopler.
Den gyder sine æg ud for Mexico mellem juli og december, og den ser ikke efter æggene, som efterlades flydende blandt zooplankton.
Kun sjældent ses sildekongen ved overfladen, medmindre den er syg, skadet eller død.

## Findesteder
Kun sjældent er den blevet mødt af dykkere eller ved et tilfælde fanget af fiskerbåde eller trawlere og det har ikke givet megen viden om dem. Først i maj 1996 blev der taget billeder af en sildekonge i naturligt habitat, da to dykkere under en bøjeinspektion ved Bahamas opdagede en levende, lodret svømmende 1,5 m sildekonge. Den er første gang filmet i 2001, også ved Bahamas.
De findes f.eks. strandede efter stormvejr. De fanges yderst sjældent i live. I et enkelt tilfælde er en sildekonge blevet fanget med fiskestang i 2003 – den var 3,3 m lang og vejede 63,5 kg.

Den 16. juli 1996 opdagede Dr. William Shachtman en sildekonge ved Marisla Seamount (en) ("El Bajo") (ca. 10 sømil nordøst for øen Isla Espíritu Santo (en)) nordnordøst for La Paz, fordi hans søster Judy Schwartz og Kaptajn Greg Willis skreg advarende fra dækket. Den var 6 meter lang og svømmede lige imod ham og passerede ham med en arms længde. Sildekongen blødte fra gællerne og så ud som om den var blevet skadet af en haj eller søløve. Greg Willis sprang i vandet og prøvede at holde fast i sildekongen, men blev kastet af som af en hest. Sildekongen svømmede ind i klipperne og døde.

Æg og larver er fundet i Middelhavet og voksne eksemplarer er blevet fundet i Australien, Chile, Californien, Atlanterhavet, Stillehavet, Kamtjatka, British Columbia, Tasmanien, New Zealand og sjældent i Danmark, Norge  og Sverige (23. marts 1879, 8. maj 2010).
Lørdag d. 8. maj 2010 fandt man ved Bovallstrand (sv) i Sverige et eksemplar af sildekongen. Eksemplaret blev fundet på stranden og målte 3,65 m. Sidst man så en sildekonge i Sverige var for 131 år siden i 1879 uden for Kosterøerne (sv). 

I Danmark har der i alt været tre fund af sildekongen henholdsvis i 1990, 2009, og 2024. Det første eksemplar målte 202cm og drev i land ved Vesterø Havn på den sydlige del af Læsø i slutningen af marts 1990. Det andet eksemplar blev fundet nord for Hirtshals i slutningen af maj 2009. Det tredje eksemplar blev fundet på Hanstholms nordøstlige strand i slutningen af april 2024.